# Crispian Hollis
Roger Francis Crispian Hollis (Bristol, 17 de novembro de 1936) é um clérigo inglês católico romano e bispo emérito de Portsmouth.

## Biografia
Crispian Hollis nasceu de pais convertidos. Seu pai, Christopher Hollis, membro do Parlamento na Câmara dos Comuns pelo Partido Conservador, era filho e irmão de dois bispos da Igreja Anglicana. Crispian foi educado pelos jesuítas em Stonyhurst. Realizou o serviço nacional com ação militar na Malásia, em seguida entrou na universidade em Oxford, posteriormente indo para o English College em Roma. Foi ordenado sacerdote para a Diocese de Clifton em 11 de julho de 1965, pelo cardeal-diácono William Theodore Heard, na Igreja Nossa Senhora das Neves de Villa Palazzola, Rocca di Papa. Após um curato muito curto, o Padre Hollis se tornou capelão universitário, mais tarde Conselheiro Religioso da BBC, antes de um período como vigário geral de sua diocese natal de Clifton.
Em 13 de fevereiro de 1987, o Papa João Paulo II o nomeou Bispo Titular de Cincari e Bispo Auxiliar de Birmingham. Foi ordenado bispo em 5 de maio do mesmo ano na Catedral de São Chade em Birmingham, pelo Arcebispo de Birmingham, Maurice Noël Léon Couve de Murville; os co-consagradores foram Joseph Gray, Bispo de Shrewsbury, e Mervyn Alban Alexander, Bispo de Clifton.
Em 6 de dezembro de 1988, foi nomeado Bispo de Portsmouth.
Ao longo de seu governo diocesano, Hollis viu a condenação criminal de alguns de seus padres por abuso infantil, real ou virtual. Ordenou muitos diáconos permanentes, o que o levou a apoiar a ordenação de homens casados ao sacerdócio, além das limitações que só lhe permitiram ordenar ex-clérigos anglicanos casados como padres católicos. Em 2005, realizou uma Assembleia Pastoral Diocesana. Foi membro fundador da Churches Together em Hampshire, em Berkshire e em outras áreas de sua diocese. Em reconhecimento por seu ministério, diante de sua aposentadoria, um trecho da Edinburgh Road, do lado de fora da Bishop's House em Portsmouth, foi renomeada como Bishop Crispian Way. Dentro da Conferência Episcopal da Inglaterra e País de Gales, foi presidente do Comitê para Missões no Exterior e membro do Departamento de Assuntos Internacionais.
O Papa Bento XVI aceitou seu pedido de demissão por motivos de idade em 11 de julho de 2012.